# Gospodarstvo Hrvaške
Hrvaško gospodarstvo je razvijajoče se storitveno gospodarstvo z visokim dohodkom, v katerem terciarni sektor predstavlja 60 % celotnega bruto domačega proizvoda (BDP). Po propadu komunizma je Hrvaška v devetdesetih prešla v proces prehoda na tržno gospodarstvo, vendar je njeno gospodarstvo med hrvaško osamosvojitveno vojno močno trpelo. Po vojni se je gospodarstvo začelo izboljševati. Pred finančno krizo 2007–2008 je hrvaško gospodarstvo letno naraščalo za 4–5 %, dohodki so se podvojili, gospodarske in socialne priložnosti pa so se močno izboljšale.
Hrvaško gospodarstvo je eno najmočnejših gospodarstev v jugovzhodni Evropi. Hrvaška se je pridružila Svetovni trgovinski organizaciji leta 2000, Natu leta 2009 in postala članica Evropske unije 1. julija 2013. Hrvaško gospodarstvo je močno prizadela finančna kriza, ki je skupaj s počasnim napredkom gospodarskih reform povzročila šest let recesije in kumulativni padec BDP za 12,5 %. Hrvaška se je iz recesije uradno rešila v četrtem četrtletju 2014 in je od takrat nadaljevala stalno rast BDP. Hrvaško gospodarstvo je leta 2019 doseglo predkrizno raven, vendar je zaradi pandemije koronavirusa prva ocena pokazala, da se je četrtletni BDP v drugem četrtletju 2020 zmanjšal za 15,1 % v primerjavi z istim četrtletjem 2019. Gre zanajvečji padec četrtletnega BDP od leta 1995, ko so začeli ocenjevati četrtletni BDP.
Okrevanje naj bi se začelo v zadnjem mesecu prvega četrtletja in od drugega četrtletja 2021 s predvideno rastjo BDP 1,4 % in 3,0 %. 
V industrijskem sektorju z letnim izvozom nad 10.000.000.000 EUR prevladuje ladjedelništvo, ki predstavlja več kot 10 % izvoženega blaga. Prehrambena in kemična industrija prav tako predstavljata pomemben delež industrijske proizvodnje in izvoza. Industrijski sektor predstavlja 27 % celotne gospodarske proizvodnje Hrvaške, kmetijstvo pa 6 %. Industrijski sektor je odgovoren za 25 % hrvaškega BDP, kmetijstvo, gozdarstvo in ribištvo pa preostalih 5 % hrvaškega BDP.
Turizem je tradicionalno pomemben vir dohodka, zlasti v poletnih mesecih, v zadnjem času pa tudi v zimskih mesecih, zaradi večje priljubljenosti snežnih športov, kot je smučanje. Z več kot 14 milijoni turistov letno ustvari prihodek, ki presega 8.000.000.000 EUR. Hrvaška je uvrščena med 20 najbolj priljubljenih turističnih destinacij na svetu, leta 2005 pa jo je Lonely Planet izbral za najboljšo turistično destinacijo na svetu.
Trgovina ima glavno vlogo v hrvaški gospodarski proizvodnji. Leta 2007 je bil hrvaški izvoz ocenjen na 12,84 milijarde ameriških dolarjev (24,7 milijarde, vključno z izvozom storitev). Po mnenju Healy Consultants trgovino na Hrvaškem spodbuja nizka trgovinsko ponderirana povprečna carina, ki znaša le 1,2 %. Hrvaška valuta je evro, ki je bil uveden leta 2023 z vstopom Hrvaške v Schengensko območje.